# Genua-Nice
Genua-Nice was een eendaagse wielerwedstrijd in Frankrijk en Italië. De wedstrijd werd georganiseerd tussen 1910 en 1975. Er zijn twee Nederlanders die deze wedstrijd op hun naam schreven, in 1967 Jan Janssen en in 1971 Gerard Vianen.
In de jaren 1958, 1960, 1962, 1964, 1967 en 1973 werd de wedstrijd de andere kant op verreden, tussen Nice en Genua.
In 1961 en 1962 was de wedstrijd onderdeel van de Super Prestige Pernod, dat was een regelmatigheidscriterium voor beroepsrenners.
In het jaar 1972 werd de wedstrijd wel georganiseerd, echter was dit enkel voor amateurs. Deze editie werd gewonnen door de Italiaan Alfiero Di Lorenzo.